# Калькатерра, Орасио
Орасио Мартин Калькатерра (исп. Horacio Martín Calcaterra; родился 6 января 1990 года, Буэнос-Айрес, Аргентина) — аргентинский и перуанский футболист, полузащитник клуба «Университарио» и сборной Перу.

## Клубная карьера
Калькатерра — воспитанник клуба «Росарио Сентраль». В 2008 году он дебютировал в аргентинской Примере. В начале 2011 году Орасио перешёл в перуанский «Унион Комерсио». 13 февраля в матче против «Альянса Лима» он дебютировал в перуанской Примере. В этом же поединке Калькатерра забил свой первый гол за «Унион Комерсио».
В начале 2012 года Орасио перешёл в «Университарио». 6 марта в матче против «Сьенсиано» он дебютировал за новый клуб. 2 апреля в поединке против «Кобресоль» Калькатерра забил свой первый гол за «Университарио».
Новый сезон Орасио начал в «Спортинг Кристал». 18 февраля в матче против «Спорт Уанкайо» он дебютировал за новую команду. 23 февраля в поединке против «Сьенсиано» Калькатерра сделал «дубль», забив свои первые голы за «Спортинг Кристал». В 2014 и 2016 годах он помог клубу выиграть чемпионат. 6 апреля в матче Кубка Либертадорес против «Уракана» Орасио забил гол. 8 марта 2018 года в поединке Южноамериканского кубка против «Лануса» Калькатерра отметился забитым мячом.

## Достижения

### Командные
«Спортинг Кристал»
- Чемпион Перу (2): 2014, 2016